# Miętkie (Dźwierzuty)
Miętkie (deutsch Mingfen) ist ein Dorf in der polnischen Woiwodschaft Ermland-Masuren. Es gehört zur Gmina Dźwierzuty (Landgemeinde Mensguth) im Powiat Szczycieński (Kreis Ortelsburg).

## Geographische Lage
Miętkie liegt westlich des Mingfer Sees (polnisch Jezioro Miętkie) in der südlichen Mitte der Woiwodschaft Ermland-Masuren, 15 Kilometer nordöstlich der Kreisstadt Szczytno (deutsch Ortelsburg).

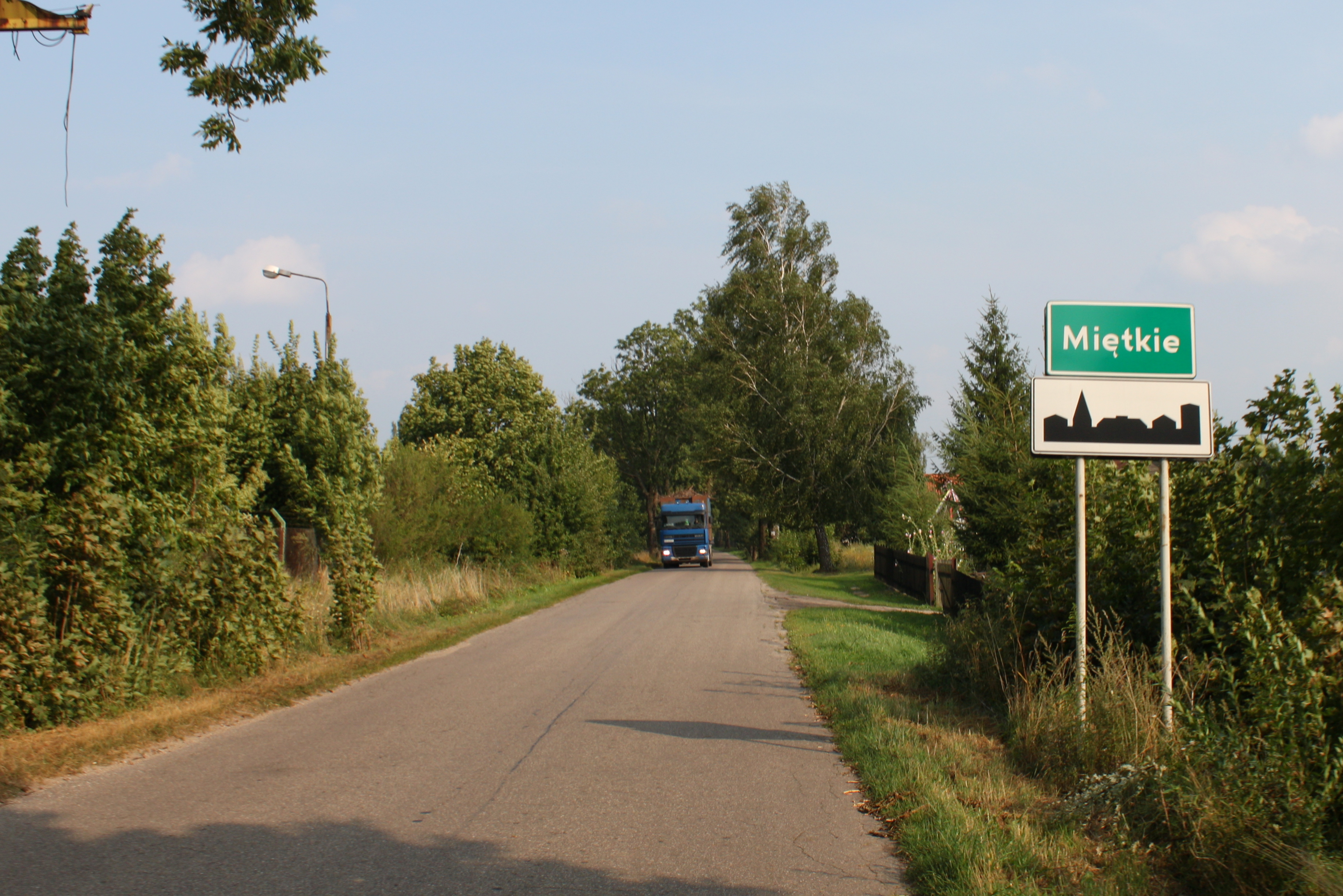
Ortseinfahrt Miętkie

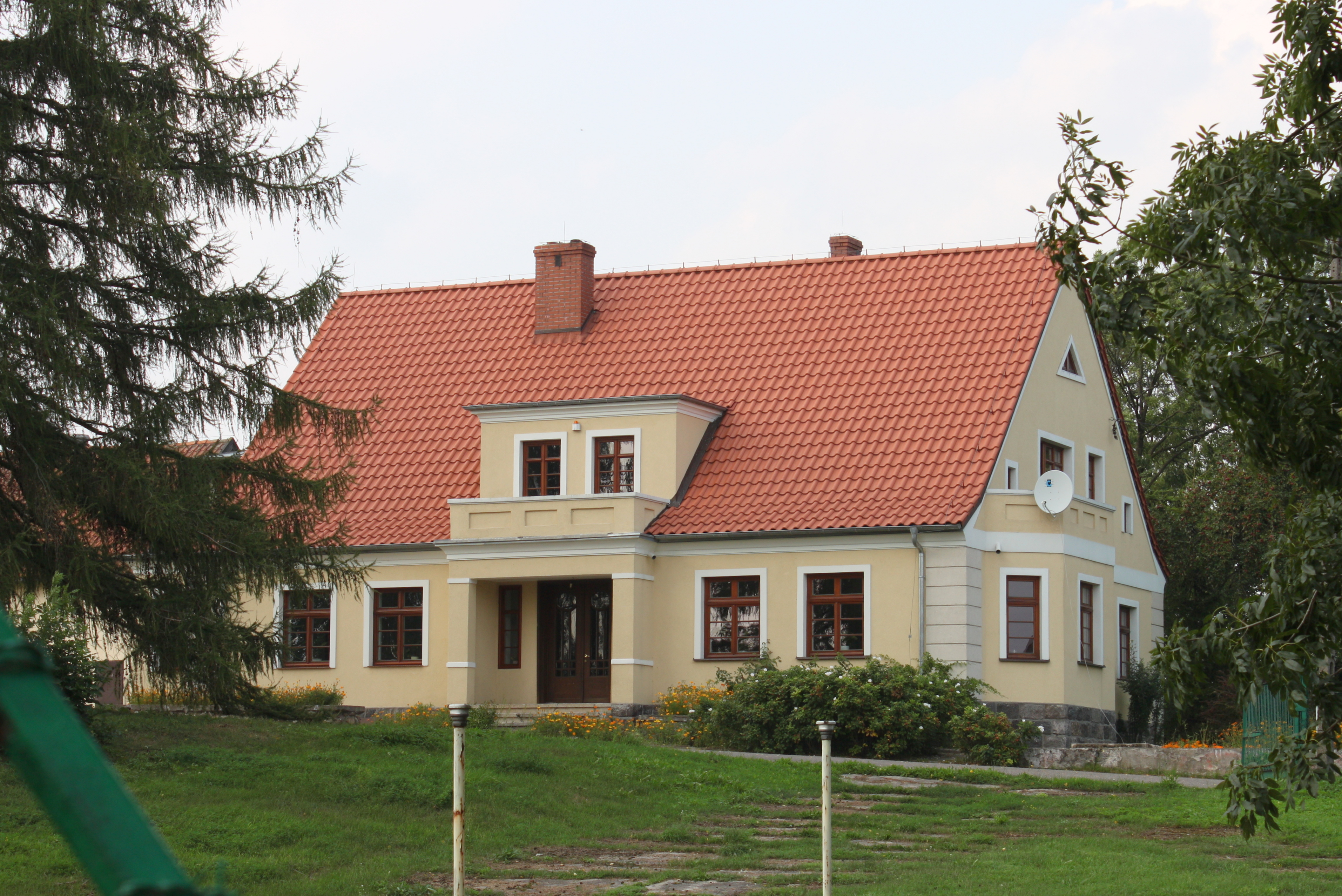
Wohnhaus in Miętkie

## Geschichte
Im Jahre 1408 findet sich die älteste Erwähnung des Ortes Myncwin, als der Hochmeister des Deutschen Ordens Ulrich von Jungingen dem Herrn Friedrich von Sapoten Land verlieh. 1468 kommt der gesamte Güterkomplex Rheinswein (polnisch Rańsk), Erben (Orzyny), Rogallen (Rogale) und Mingfen an die Gebrüder Küchmeister von Sternberg. 1784 wurde der noch verbliebene Rest des adligen Besitzes in Mingfen auf vier Ortsbauern aufgeteilt.
1874 wurde Mingfen – und zwar getrennt in Adlig Mingfen und Königlich Mingfen – in den neu errichteten Amtsbezirk Saleschen (auch: Salleschen, polnisch Zalesie) eingegliedert, der – 1938 in „Amtsbezirk Rheinswein“ verändert – bis 1945 bestand und zum ostpreußischen Kreis Ortelsburg gehörte. Noch vor 1898 wurden Adlig und Königlich Mingfen zur Landgemeinde Mingfen zusammengelegt.
Im Jahre 1910 waren in Mingfen 706 Einwohner registriert. Ihre Zahl stieg bis 1933 auf 774 und belief sich 1939 auf 773. Aufgrund der Bestimmungen des Versailler Vertrags stimmte die Bevölkerung im Abstimmungsgebiet Allenstein, zu dem Mingfen gehörte, am 11. Juli 1920 über die weitere staatliche Zugehörigkeit zu Ostpreußen (und damit zu Deutschland) oder den Anschluss an Polen ab. In Mingfen stimmten 487 Einwohner für den Verbleib bei Ostpreußen, auf Polen entfielen keine Stimmen.
In Kriegsfolge kam Mingfen 1945 mit dem gesamten südlichen Ostpreußen zu Polen und erhielt die polnische Namensform „Miętkie“. Heute ist das Dorf Sitz eines Schulzenamtes (polnisch Sołectwo) und eine Ortschaft im Verbund der Landgemeinde Dźwierzuty (Manesguth) im Powiat Szczycieński (Kreis Ortelsburg), bis 1998 der Woiwodschaft Olsztyn, seither der Woiwodschaft Ermland-Masuren zugehörig.

## Kirche

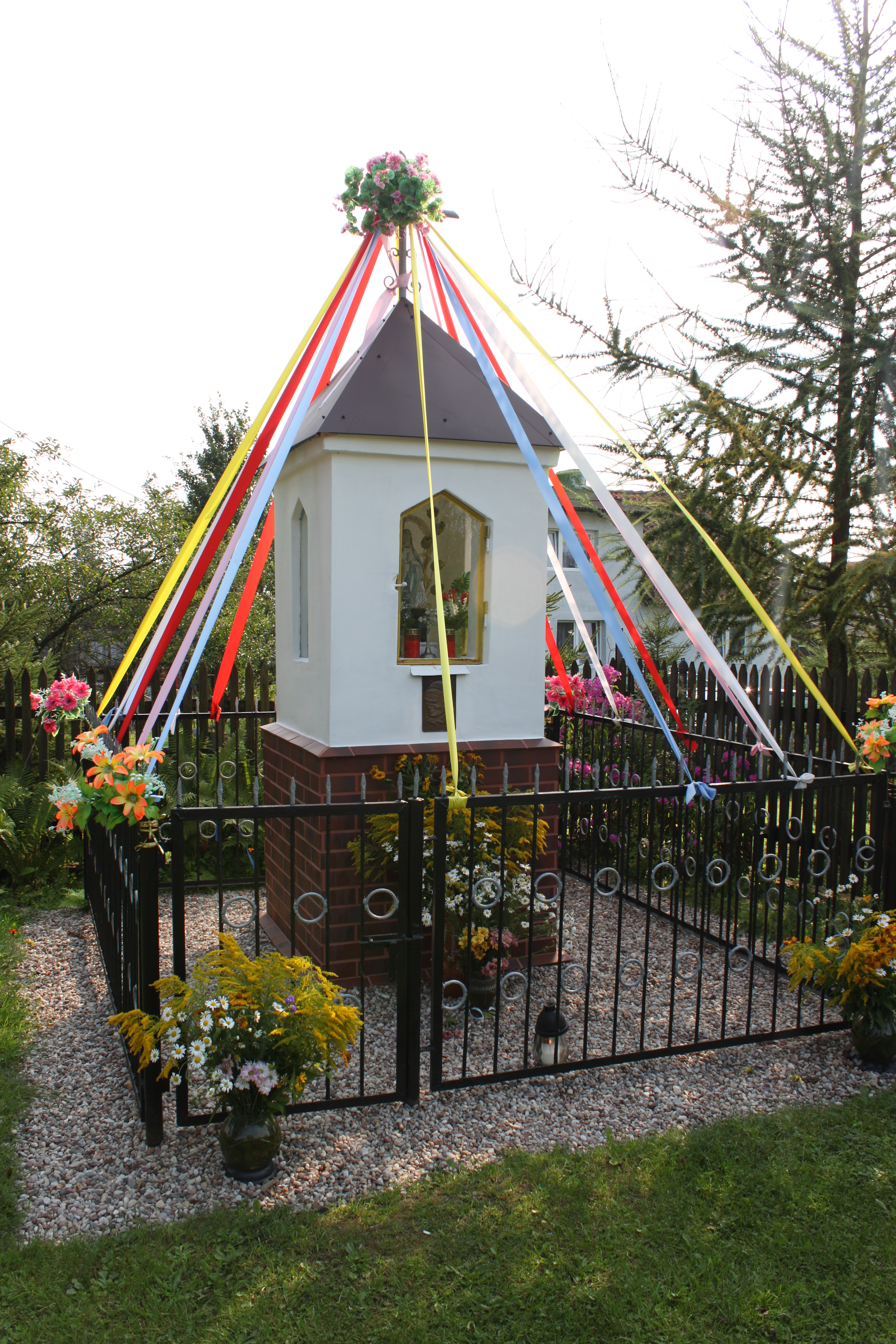
Bildstock

Bis 1945 war Mingfen in die evangelische Kirche Rheinswein in der Kirchenprovinz Ostpreußen der Kirche der Altpreußischen Union sowie in die katholische Kirche Mensguth bzw. Ortelsburg im damaligen Bistum Ermland eingepfarrt.
Heute gehört Miętkie katholischerseits zur Pfarrei in Targowo (Theerwisch) bzw. in Szczytno im jetzigen Erzbistum Ermland. Evangelischerseits ist der Bezug zu dem jetzt „Rańsk“ genannten Ort und der Rańsker Kirche geblieben. Sie ist heute eine Filialkirche der Pfarrei in Szczytno innerhalb der Diözese Masuren der Evangelisch-Augsburgischen Kirche in Polen.

## Schule
Die Mingfer Dorfschule war eine Gründung König  Friedrich Wilhelms I. 1886 erhielt sie eine zweite, 1905 eine dritte Klasse. Legendär ist die Amtszeit des Lehrers Wilhelm Fischer, der 40 Jahre lang hier unterrichtete. 1937 erhielt die Schule ein modernes zweistöckiges Gebäude.

## Verkehr

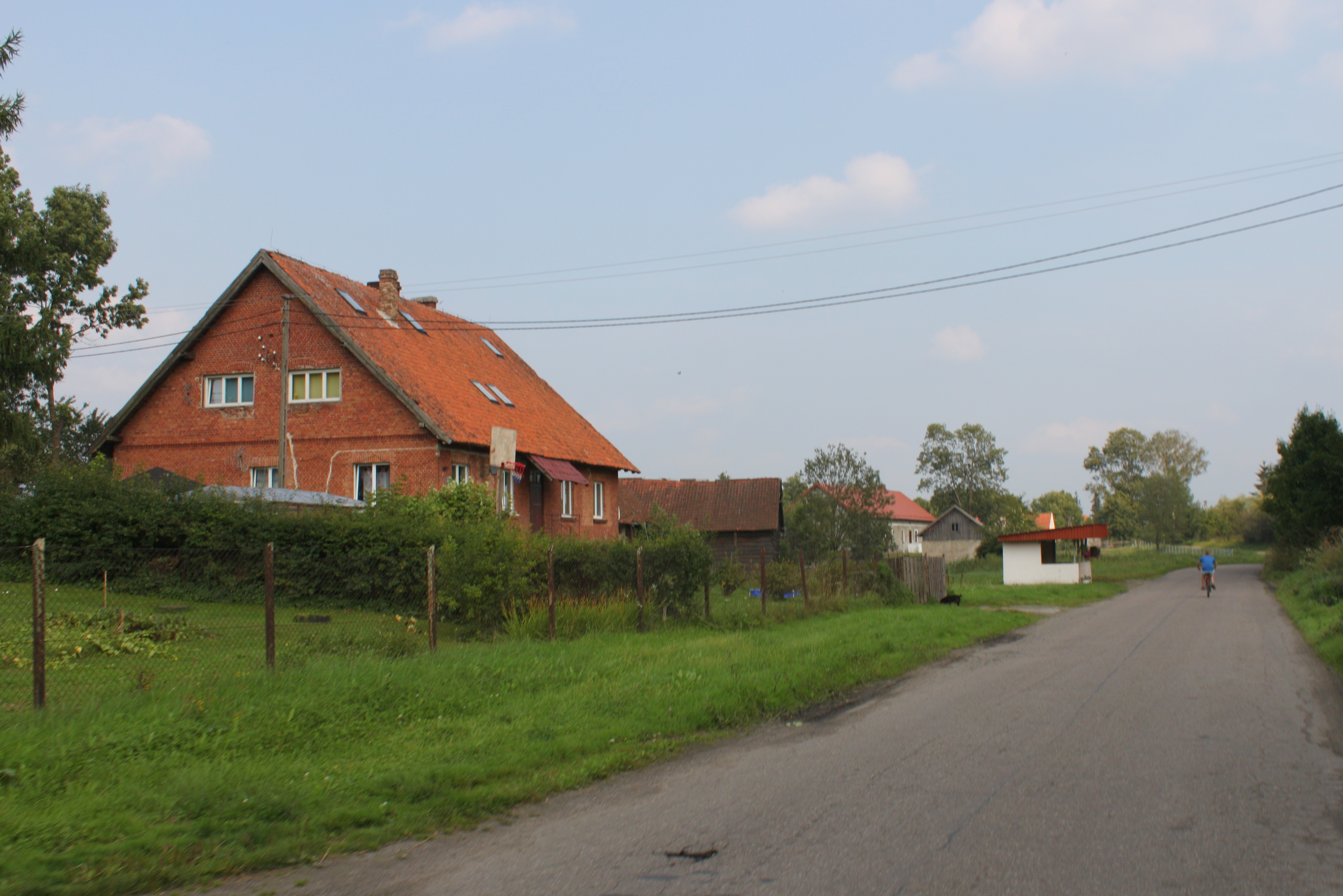
Dorfstraße in Miętkie

Miętkie liegt verkehrsgünstig an einer Nebenstraße, die die Woiwodschaftsstraße 600 bei Orzyny (Erben) mit der Landesstraße 58 bei Marksewo (Marxöwen, 1938 bis 1945 Markshöfen) verbindet. Eine Anbindung an den Bahnverkehr besteht nicht.